# 宮小路町 (佐倉市)
宮小路町（みやこうじまち）は、千葉県佐倉市の町丁。郵便番号は285-0016。

## 地理
北は鏑木町、北東は新町、東は裏新町、南は鏑木町、西は城内町、北西は田町に隣接している。

## 世帯数と人口
2017年（平成29年）10月31日現在の世帯数と人口は以下の通りである。
| 町丁     | 世帯数  | 人口  |
| -------- | ------- | ----- |
| 宮小路町 | 309世帯 | 633人 |

## 小・中学校の学区
市立小・中学校に通う場合、学区は以下の通りとなる。
| 地域 | 小学校             | 中学校             |
| ---- | ------------------ | ------------------ |
| 全域 | 佐倉市立佐倉小学校 | 佐倉市立佐倉中学校 |

## 施設
- 市民体育館
- 佐倉市武家屋敷
- 印旛郡市広域市町村圏事務組合水道企業部
- 関東農政局印旛沼二期農業水利事務所
- 印旛郡市文化財センター宮小路事務所
- 宮小路会館

## 交通

### 道路
- 国道
  - 国道296号